# UGC 1432

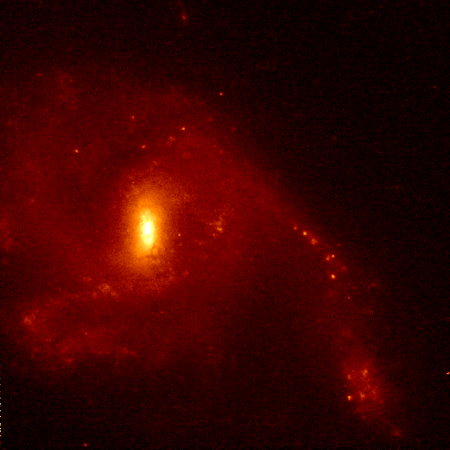
UGC 1432

UGC 1432 = Arp 56هي مجرة لولبية ترى في كوكبة الحمل، تقع على بعد حوالي 364 مليون سنة ضوئية من مجرة درب التبانة.
قسم هالتون أرب كتالوج المجرات غير العادية إلى مجموعات وفقًا لمعايير مورفولوجية (شكلية) بحتة. تنتمي هذه المجرة إلى فئة «المجرات الحلزونية ذات السطح الصغير المصاحب للسطوع العالي على ذراع واحدة» (كتالوج Arp ).
UGC 1432 هو اصطدام مجري، يقع في كوكبة الحمل.

## مراجع

مجرة الزوبعة أو مسييه 51، وفي الحقيقية هما مجرتان «إم51 A» الكبيرة و«إم51 B» الصغيرة.

## روابط خارجية
- UGC 1432 على موقع ويكي سكاي: DSS2, SDSS, GALEX, IRAS, Hydrogen α, X-Ray, Astrophoto, Sky Map, Articles and images

## اقرأ أيضا
- تصادم مجري